# V (personagem)
V é um personagem de ficção, criado em 1982 por Alan Moore e David Lloyd para a mini-série  V de Vingança. Ele é apresentado como um misterioso justiceiro anarquista que tenta destruir o Estado, em um distópico futuro de 1997 no Reino Unido, através de ações diretas. De acordo com Moore, ele foi projetado para ser o protagonista, para que os leitores pudessem decidir por si mesmos se ele era um herói lutando por uma causa, ou simplesmente insano.
"V" é um Anarquista que veste uma máscara estilizada de Guy Fawkes e é possuidor de uma vasta gama de habilidades e recursos. Ele então inicia uma elaborada e teatral campanha para derrubar o Estado.
No processo, conhece Evey, garota que perdeu os pais durante a guerra. Evey é tratada por V como aprendiz, sempre sendo apresentada à resquícios de uma cultura perdida por causa da guerra.

## Biografia

### Origem
A verdadeira identidade de V é desconhecida. Larkhill, uma instituição militar onde todas as pessoas consideradas "subversivas" (homossexuais, negros, judeus etc.) foram enviadas, torturadas e usadas como cobaias para desenvolver a arma biológica que causou a morte do irmão de Evey Hammond e que foi, na verdade, ativada por Adam Susan para deixar o povo em pânico e usar a retórica para convencê-los a aceitar o Fogo Nórdico. Lewis Prothero era o comandante do campo, e um pedófilo vigário, Father Lilliman ficou no campo para dar "apoio espiritual". Todos os prisioneiros morreram em circunstâncias terríveis. Durante esse tempo, ele tinha alguma comunicação com Valerie Page, uma ex-atriz presa por ser lésbica, mantida na "sala quatro", que escreveu sua autobiografia em um papel higiênico e, em seguida, empurrou-o por um buraco na parede.
Embora não houvesse nada de errado com ele fisicamente, Surridge diz que sua mente tinha sido deformada pela experimentação. Ainda assim, suas ações parecem manter uma lógica distorcida. Os experimentos realmente produziram alguns resultados benéficos: ele desenvolveu grandes reflexos, aumento da força, e incrivelmente expandiu sua inteligência (como é demonstrado ao longo do romance, V é um gênio nas áreas de explosivos, artes marciais, filosofia, literatura, política, música, informática, química, e, como dito pela Dr. Surridge na obra, jardinagem).
Finch descobre, era uma das pessoas e tirou seu nome da cela onde foi colocado, a de número 5 ("V", em números romanos). Ele foi usado como cobaia em um experimento que lhe deu superforça, grande resistência e incrível agilidade, que ele usou para destruir Larkhill e assumir a identidade de V em busca de liberdade. V, em seguida, passa os próximos cinco anos planejando sua vingança contra o governo fascista, a construção de sua base subterrânea, "Galeria das Sombras". Ele então mata a maioria dos 40 sobreviventes de Larkhill, fazendo com que cada assassinato pareça um acidente. E depois mata o jornalista Lewis Prothero, também conhecido como "A voz de Londres" e a cientista Delia Surridge. O Bispo Anthony Lilliman também é morto por ele.    

### Identidade
A verdadeira identidade de V é um mistério, e visivelmente tira sua máscara apenas uma vez durante toda a história (a pedido de Surridge), da altura de suas costas é para o leitor não ver seu rosto. Surridge diz que "é bonito", em contraste com sua visão pessoal, onde ela menciona que o homem por trás de V era feio.
Ele nem considera "V" o seu "nome", dizendo "eu não tenho um nome". Você pode me chamar de "V". A única explicação dada a respeito do passado de V é a carta de Surridge, que V deixa em Larkhill para os "Homens-Dedo" (polícia secreta do "Fogo Nórdico") para encontrar depois que ele a matasse. Eric Finch, inspetor da polícia e um dos funcionários mais poderosos do "Fogo Nórdico", lê o diário, mas deduz que V queria que o lessem. V também arrancou muitas páginas, o que possivelmente deixou pistas sobre sua verdadeira identidade antes de chegar ao campo. Finch ainda especula que V modificou a versão do diário Surridge, que ele deixou com seu corpo, só para confundir a polícia.
No romance em quadrinhos, Delia Surridge afirma em seu diário que ele era feio, apesar de mencionar "Fisicamente, não parece ter nada de errado com ele. Nem anomalias celulares, nada". Sua aprendiz Evey Hammond afirma nos quadrinhos que V pode ser seu próprio pai, que foi preso anos antes como prisioneiro político; V nega, e Moore confirmou que V não é o pai de Evey. Existe também especulação de que poderia realmente ser Valerie, a prisioneiro ao lado de sua cela que escreveu uma carta autobiográfica cuja inspirou V não desistir (e que mais tarde passa para Evey). No entanto, Prothero e Surridge ambos descrevem V como o "homem" do quarto cinco (V afirma que Valerie era a "Mulher da sala quatro" e também que ele não escreveu a carta de Valerie).
Como comenta Finch nas páginas do diário que V rasgou Surridge é "O que foi nas páginas faltando, hein? Seu nome? Sua idade? Se ele era judeu, ou homossexual, ou negro, ou branco?" Mais tarde, ele diz a Finch que ele é "uma ideia".
Após testemunhar a morte de V, Evey se recusa a desmascará-lo com a convicção de que mesmo que ele era seu pai, descobrindo a verdadeira identidade do homem não valeria a pena diminuir o que ele se esforçou para simbolizar. Eventualmente, Evey toma a persona de V e sua missão como Anarquista.

### O Anti-Herói
V invade a estação de TV onde Evey trabalha e transmite uma mensagem para os cidadãos de Londres, convocando todos aqueles insatisfeitos com o governo a se apresentarem em frente ao parlamento no dia 5 de Novembro, Noite de Guy Fawkes do ano seguinte e lutar pela liberdade. Na saída, sua vida é salva por Evey e, em agradecimento, V leva-a para sua base subterrânea, a Galeria das Sombras.
Investigando a vida de Evey, Finch descobre que os pais dela foram mortos pelos Homens-Dedo por questionarem o Fogo Nórdico e que o irmão dela morreu durante um atentado terrorista a uma escola, onde uma arma biológica foi liberada e matou milhares de crianças. Paralelamente, Evey acaba sendo envolvida na morte de dois indivíduos, estes mortos por V: o jornalista Lewis Prothero, também conhecido como "A voz de Londres", e a cientista Delia Surridge. O Bispo Anthony Lilliman é morto por V e Evey aproveita para fugir.
Quando chega o dia 5, Evey e V reencontram-se, e V surpreende Evey com um presente: V mostra a ela um metrô cheio de explosivos que ele pretendia usar para destruir o Parlamento e libertar o povo, e deixa Evey tomar a decisão de destruir realmente o prédio ou não. V despede-se e vai para o confronto com os Homens-dedo e Sutler. Creedy cumpre o prometido e V se despede de Susan, que fica com medo ao ver V à sua frente e é morto. Em seguida, V vira-se contra Creedy, que é morto pelo anarquista, assim como seus homens.
Mortalmente ferido, V encontra-se com Evey e acaba por morrer, porém, feliz pois seu objetivo seria cumprido. Evey, com a permissão de Finch, que havia descoberto tudo, coloca V no metrô e ativa os explosivos, destruindo o Parlamento e dando ao moribundo V um funeral nada comum. Com Susan, Creedy e seus homens mortos e o Parlamento destruído, o povo está livre.

## Adaptação para o cinema

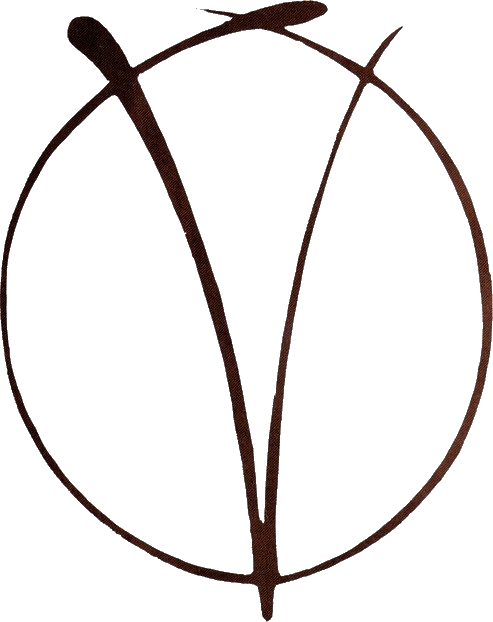
Símbolo do personagem V.

No filme, o ator Hugo Weaving interpreta V, um carismático defensor da liberdade disposto a se vingar daqueles que o desfiguraram.   

### Warrior
- Warrior #1 – 16, 18 – 23

### DC
- V for Vendetta
  - Vol. I of X V for Vendetta Setembro 1988
  - Vol. II of X V for Vendetta Outubro 1988
  - Vol. III of X V for Vendetta Novembro 1988
  - Vol. IV of X V for Vendetta Dezembro 1988
  - Vol. V of X V for Vendetta Dezembro 1988
  - Vol. VI of X V for Vendetta Dezembro 1988
  - Vol. VII of X V for Vendetta Janeiro 1989
  - Vol. VIII of X V for Vendetta Fevereiro 1989
  - Vol. IX of X V for Vendetta Março 1989
  - Vol. X of X V for Vendetta Maio 1989

### Editoras
- Estados Unidos – Vertigo Comics (ISBN 0-930289-52-8)
- Reino Unido – Titan Books (ISBN 1-85286-291-2)